# 에설 캐서우드
에셀 메리 캐서우드(Ethel Mary Catherwood, 1908년 4월 28일 ~ 1987년 9월 26일)는 캐나다의 높이뛰기 선수이다.
미국 노스다코타주 핸나에서 태어나 서스캐처원주 새스커툰에서 자라오면서 교육을 받은 캐서우드는 육상, 농구, 야구에 뛰어났다. 1926년에 열린 새스커툰 육상 대회에서 높이뛰기의 캐나다 기록을 동등히 하였고, 같은 해 노동절에는 세계 기록을 보유한 영국 기록을 깼다.
1928년에는 처음으로 여성 육상 시합이 열리게 된 암스테르담 올림픽에서 시합에 나간 7명의 캐나다 여성 선수들 중의 하나였던 캐서우드는 높이뛰기에서 1.59m를 제거하여 금메달을 획득하였다.
귀국 후, 영화 계약이 제공되었으나 거부하였다. 비지니스 과정을 수학하였으며, 후에 캘리포니아주로 이주하였다.
캐나다 스포츠 명예의 전당(1955), 서스캐처원 스포츠 명예의 전당(1966), 새스커툰 스포츠 명예의 전당(1986)에 헌액되었다.
향년 80세의 나이로 캘리포니아 주에서 사망하였다.